# アカデミックドレス

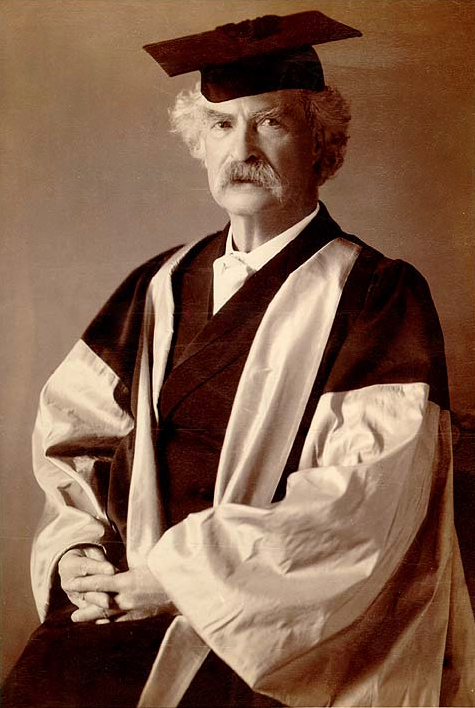
オックスフォード大学のアカデミックドレス（ガウン〈ローブ〉と角帽〈モルタルボード〉）を着用する、作家マーク・トウェイン／同校より D.Litt.（英語圏での文学博士）を名誉学位として贈呈された1907年の記念写真。
このアカデミックドレスはオーソドックスな形の一つで、かつ、派手な刺繍や付属物がほとんど無い基本的仕様といえる。この式服の実際の色は、ガウンの黒く見える部分はスカーレット、袖など白く見える部分はグレイ、角帽は黒。

アカデミックドレス（英: academic dress）は、欧米文化圏およびその影響下にある学校で着用されてきた伝統的衣装である。
漢訳語としては、日本語には大学式服（だいがくしきふく）があり、式服と略称されことも多い。ほかにも、日本語と中国語に共通の漢訳語として学士服（日本語読み：がくしふく）や学位服（日本語読み：がくいふく）が確認できるが、これらは総称ではなく、それぞれ学士と学位取得者に対応する。
制服として用いられたのが始まりで、歴史ある大学の多くでは現在でも日々着用する制服もしくは制服のような位置づけの衣服である。その一方で、21世紀初頭（現在）には卒業式でのみ着用する学校も散見される。

## 概要
イギリスのほとんどのアカデミックドレスは、ヨーロッパの中世の大学の全体にわたって共通の学者および事務員の服の開発を行ったオックスフォード大学およびケンブリッジ大学（それら自身をも含めて）のそれに由来する。しかしながらアメリカのアカデミックドレスもヨーロッパの影響を受けた。アカデミックドレスも公式の衣装として学会およびその機関の人々によって着用されている。
近年のアカデミックドレスは、一般的に（通常はガウンとは別個の）フードとガウン、およびキャップ（角帽かボンネットのどちらか）から成り立っている。アカデミックドレスを身に着けているときは、下には男性は背広服または軍服、女性はレディーススーツというように、大抵は礼装であることが多い。

## 各国のアカデミックドレス

### イギリス

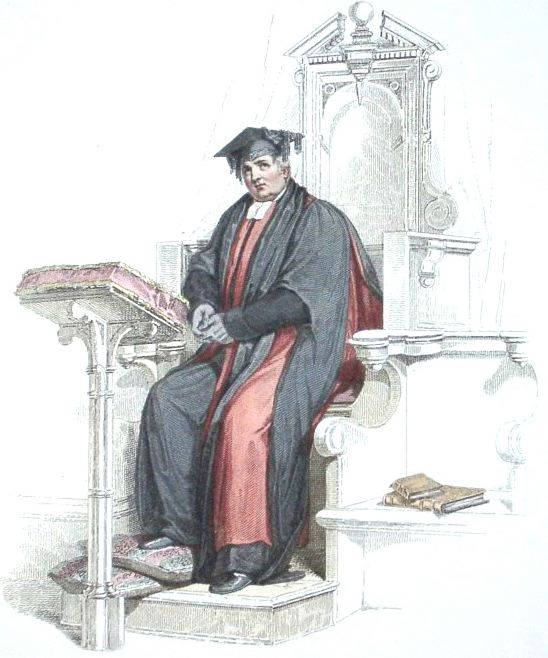
1814年頃のオックスフォード大学の大学式服／描かれているのは名誉神学博士。アクアチントによる銅版画。

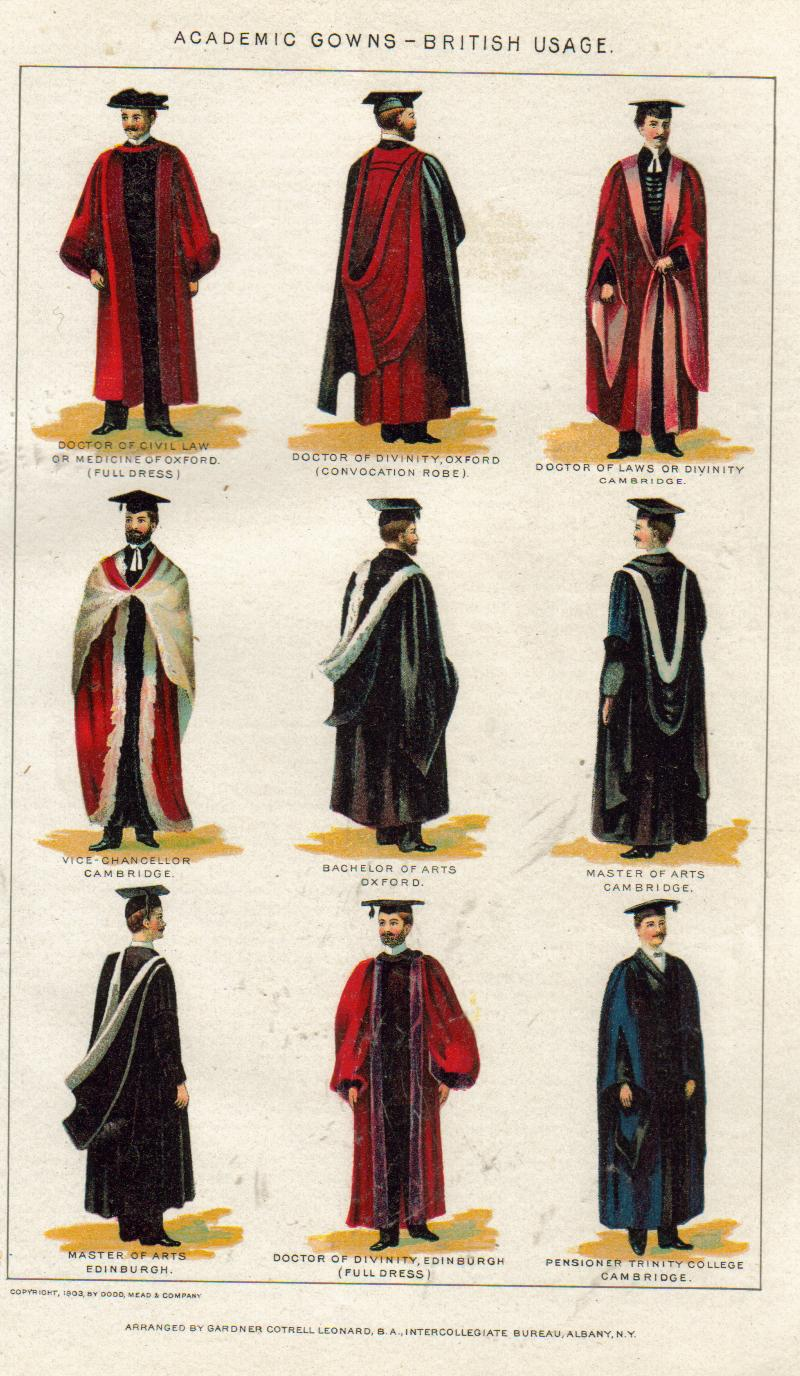
それぞれの学位に対応したオックスフォード大学などイギリスの大学の式服の一覧／アメリカで1902年に刊行された百科事典『新国際百科事典』に掲載の図説。

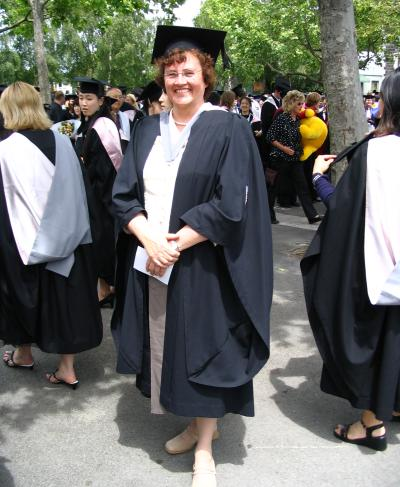
カンタベリー大学の卒業式で大学式服を纏う卒業生

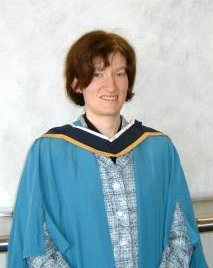
オープン大学の卒業式で大学式服を纏う卒業生

#### ガウン
現代のガウンは、カッパクラウサ（cappa clausa 丈が長く黒いマントに似ている衣服）の下で着用していたローバ（roba）に由来する。早期中世では、すべての大学生は下級聖職にいて、カッパあるいは黒か他の暗い色の衣服といった他の聖職者の服を着なければならなかった。
もっとも、一般的に着用されている学士 (Bachelor of Arts) と修士 (Master of Arts) のガウンは、英語圏では本質的に同一である。後方のヨークにギャザーが入れられ、両方とも伝統的に黒い布で作られている。学士のガウンは鐘型の袖があり、その一方で修士のガウンには、腕を肘の上のスリットを通して着用する長袖がある。アメリカのガウンが正面で閉じることが一般的になる一方で、イギリスではガウンの起源であるローバ同様、正面を開けて着用する。
多くの歴史の古い大学では、他にもこのようなもガウンを着用している。たとえば、オックスフォード大学の自費生のガウンは膝丈で袖がなく、後方に2つの吹流しがある。セント・アンドルーズ大学のような歴史の古いスコットランドの大学の場合、在学生のガウンが深紅色で、典型的なベッチン・カラーを特徴としている。

#### 帽子
いくつかの大学では、卒業生や在学生が身に着けることができる、板の中央上部に位置するボタンから吊るされた房を垂らした平面の正方形帽子「モルタルボード」として一般的に有名な正方形の角帽は、学究生活の象徴となった。
人によっては後ろに角が来るように着用するが、正式には板と地面が平行になるように着用する。
モルタルボードはトレンチャーキャップ（または、単にトレンチャー）と呼ばれる場合がある。一方、多くの大学で博士号を授与したものは、モルタルボードではなく、チューダー王家のボンネットか、タム (tam) として知られている柔軟で丸いヘッドピースを着用している。
カトリックの聖職者の場合、伝統的な黒いビレッタ帽はモルタルボードの代わりに着用する。
博士号を授与された聖職者は、通常の3つの代わりに4つの尾根があり、学問分野の色（例えば、教会法はエメラルドグリーン、神学は深紅色など）のポム (pom) が付いた黒いビレッタ帽を着用している。
頭飾りの他の形式でのように、角帽は、イギリスでは人（総長あるいは他の大学の幹部以外）によって一般に屋内でかぶらないが、通常はかぶらずに手で持っているだけである。所によっては、卒業式でアカデミックドレスの帽子が、女性にのみ渡され、男性の着用は廃止されている大学もある。これは、共通的に大学に女性の入学を許可することに抗議して男子学生が角帽を捨てたというイギリスおよびアイルランドで多くの大学でのエピソードがあった。この物語は、特にケンブリッジ大学、ダラム大学、ブリストル大学、セント・アンドルーズ大学およびトリニティ・カレッジ (ダブリン大学)で伝えられる。
しかしながら、アメリカの卒業式では、男性も女性も式のはじめから終わりまで屋内で角帽を被っている。
タッセル（房飾り）は、絹糸の房の集まりをボタンで角帽の中心に固定する。緩い房は、ボード端の上に垂れ下がる。また、コードの端が解かれたままで糸を通して編まれる。

#### フード
フードは何かから頭を守るために着用され、元々は機能的な衣服だった。イギリスの伝統で、晴れやかで装飾的な衣類に発展し、特別な時だけに着用された。 
さらにそれは、サープレスの上に、保持された神学の称号の種類に依存するイギリスの国教会の聖職者によって、聖歌隊のドレスとして着用されてきた。
フードには「完全型」と「簡易型」の二つの基本的なパターンがある。「完全型」フードはケープ、頭巾、リリパイプから成り、ケンブリッジ大学で使用されている。オックスフォード大学の学士とマスターのフードにはケープが無く、頭巾とリリパイプだけがある、単純なフードを使用する。いくつかの大学では、頭巾またはリリパイプが無い「アバディーン型」と呼ばれるフードを使用する。その後設立されたその他の大学では、古くからの大学のパターンを取り入れたり、新しいパターンを取り入れたりするなどして、フードの異なった形とパターンが存在する。
アカデミックドレスのフードの色および裏地の色は、着用者の学位と出身学部をあらわす。多くの国立大学では、白いウサギ毛皮が裏地についた学士は先が尖ったフードを身に着け、その一方で修士は色の付いた絹（元々はエゾイタチまたは他の高価な毛皮）が裏地に付いたフードを身に着ける。博士のフードは、通常深紅色の布で作られており、色の付いた絹が裏地に付いている。

#### 着衣・脱衣
中世以降、博士は、司祭や枢機卿のように、深紅色、紫または赤といった明るい色のガウンを着用することを認められた。多くの長い歴史を持つ大学で、博士は深紅色のガウンを持っている。
または、特別な場合（例：卒業式や西暦の特別な祭典）は通常着用している黒いローブを脱がせ、このようなローブ（時々「祭りのローブ」と呼ばれた）を着用する。
アカデミックドレスの3番目の形式は、オックスフォード大学以外では見られなくなったが、定期評議会で着用される。これは、黒いガウンの上に袖ぐりに袖を通して着用する深紅色の袖がないガウンである。そのデザインは主教のシミアーに似ており、学位取得候補生によって定期評議会で着用される。

### アメリカ

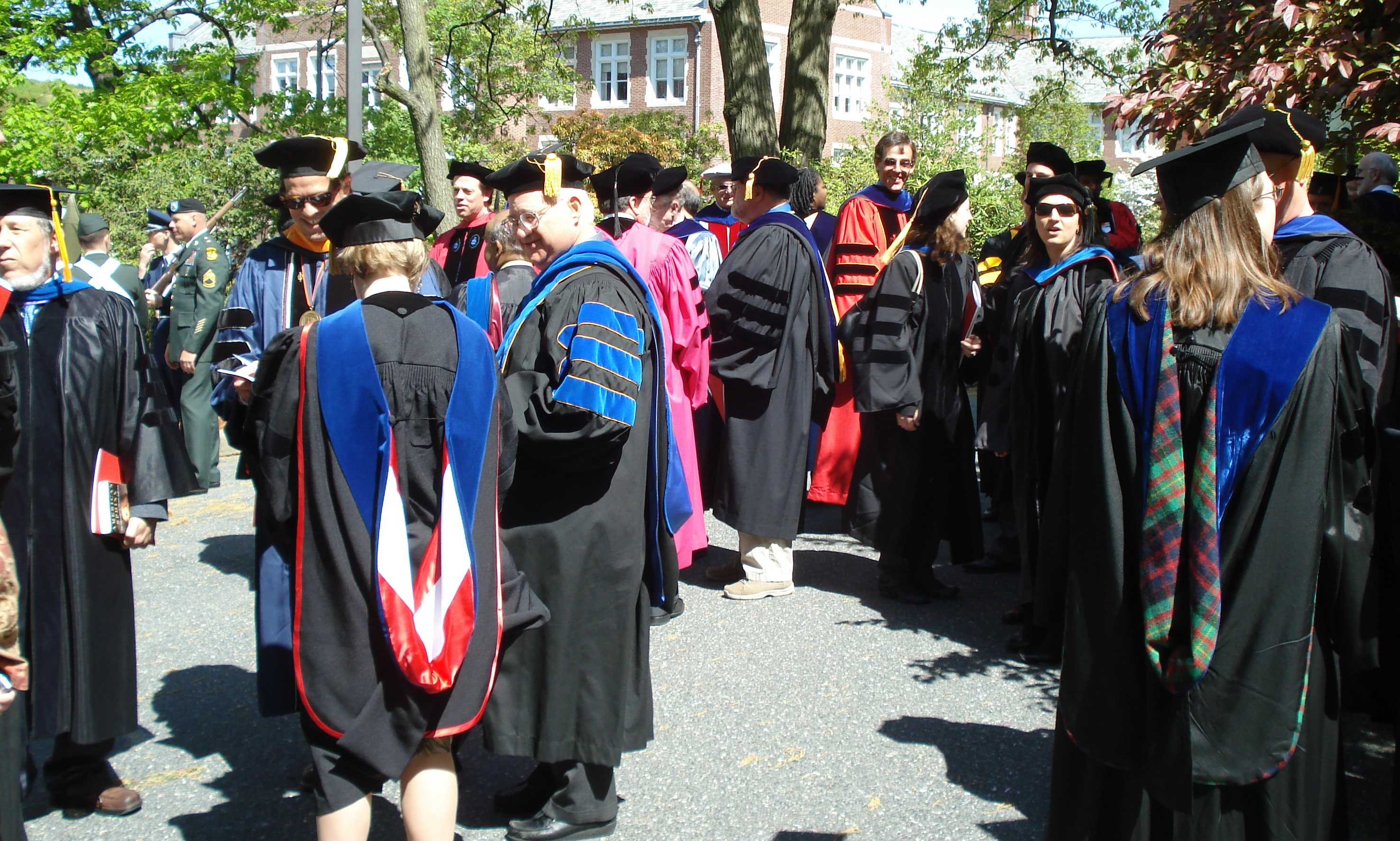
博士用の大学式服を着用する、アメリカの大学の卒業生達

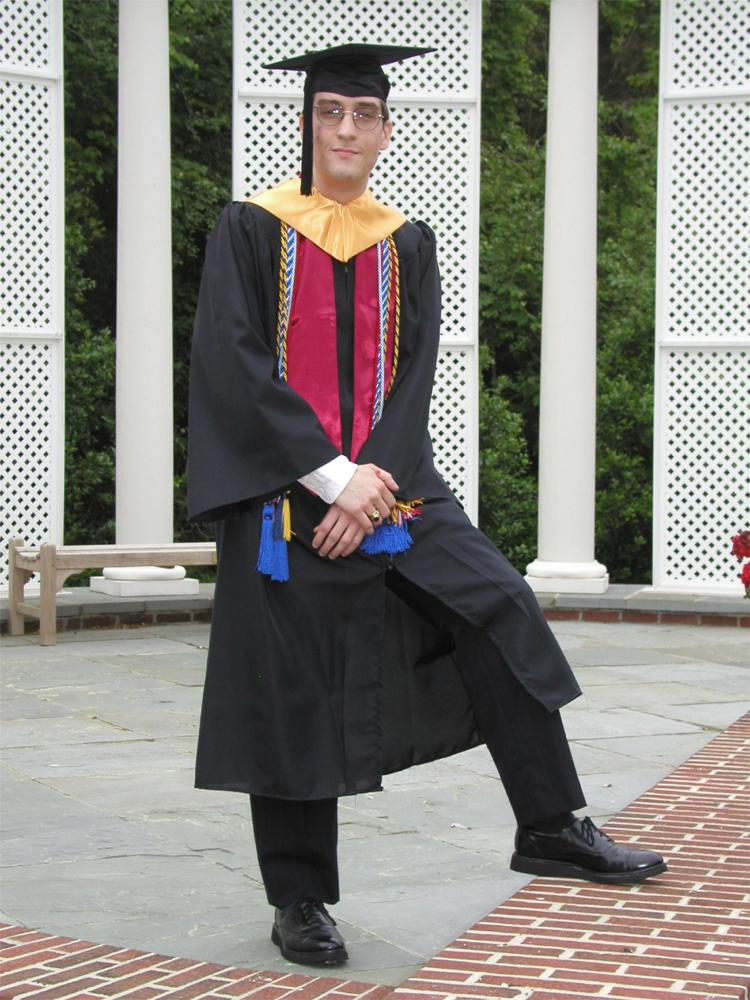
正面で閉じるタイプ

アメリカの学校のアカデミックドレスは正面で閉じるのが典型的である。フードと同じように、スカーフ、ストールまたはコードのようなアイテムをアクセサリーとして着用する場合がある。
イギリスのアカデミックドレスに由来するように、アメリカのアカデミックドレスは大陸のヨーロッパのアカデミックドレスの伝統の影響を受けた。すべての大学がそれに従っているわけではないが、大学間でのアカデミックドレスの詳細な一定のスキームを定めている規定がある。
アメリカの学士と修士のガウンは、イギリスのそれらに似ている。しかし、前は閉じている。
博士は、いくつかの大学ではスクールカラーのローブを着用するものの、典型的に黒い場合が多い。一般的に、博士のガウンは、修士の卒業生が着用したそれとは違い、ガウンの袖に3本のビロードの山形の袖章が縫い取られており、正面にはビロードの線が流れ落ちるように縫い取られている。また、それらは着用者が取得した学位の学群の規定色である。
そのローブには、学士のガウンの鐘型の袖の代わりにビロードの帯が目立つ袖がついている。
ガウンの中には、ネクタイやスカーフを出すために正面で開く、マントのような形状のものもある。
アメリカでは、アカデミックドレスは、卒業式や創立記念祭のような学術的な儀式に用いられ、それ以外で着用することはめったにない。ほとんどのアメリカの大学で、フードのビロードの外部の色は、着用者が獲得した学群の色が当てられる。また、裏地のシルクの色は、着用者が卒業する予定の学校のスクールカラーを示す。コードやサッシュなどのアクセサリーも、さまざまな学業成績を表して着用されている。
モルタルボードまたはタムからつるされているタッセルは大学のスクールカラー、または学生が卒業している特定の大学の学群の色を示す場合がある。
大学によっては、屋外の風の影響も考えられるゆえ非実用的な現代の革新的な出来事ではあるが、タッセルを一方から他方に動かす習慣がある。
しかしながら、房を移動させることによって卒業を表すこの習慣は、オックスフォード大学やスコットランドの大学で行われるフードを使った式よりも手間が少なく、ガウンの根本的な変革をもたらした。
そのような大学で、学士が卒業式の最初ではタッセルを右側にたらすのは一般的である。タッセルを左側へ切り替えることは、個々に、もしくはグループとして行われることもある。しかし、修士と博士はタッセルを動かすことはなく、左側のままにする。

### フィリピン
フィリピンの多くの大学では、卒業時に伝統的なガウンと四方帽を着用する。
一部の学校では、ガウンの色はスクールカラー（サン・フアン・デ・レトラン大学とアテネオ・デ・マニラ大学では青、デ・ラ・サル・ユニバーシティ・マニラ大学では緑、サン・ベダ大学では赤）になる。
聖トマス大学などスペインの伝統を受け継ぐ一部の大学ではスペイン様式であり、ビレッタ帽とモッゼッタ（モゼタ）の学術服を着用する。それらの学術色もまたスペイン様式の学術色であり、学部・学界や学生・教員によって違ってくる。
フィリピン大学の卒業ドレスはユニークであり、sablay を着用する。sablay はムスリム・ミンダナオの malong からインスパイアされたもので、その外見は Filipiniana のようになる。それには土着のバイバイン文字にて "U" と "P" の字が記される。卒業式の際には卒業生はSablayを右肩に掛け、学長より学位授与されるとそれを左肩に移動することになる（四方帽の習慣と似ている）。sablay は伝統的なフィリピン衣装の上に着用し、男性はバロンタガログ、女性はフィリピンのドレスである。

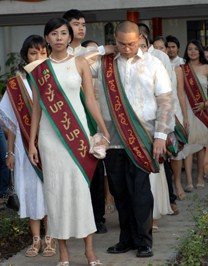
フィリピン大学の卒業行進。肩に sablay を掛けている。
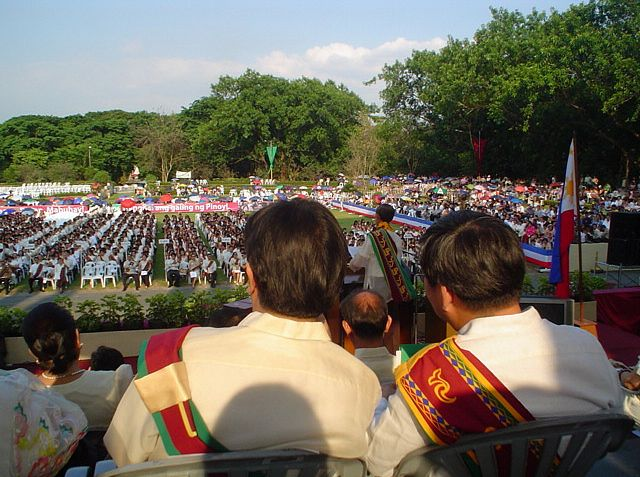
フィリピン大学の卒業式
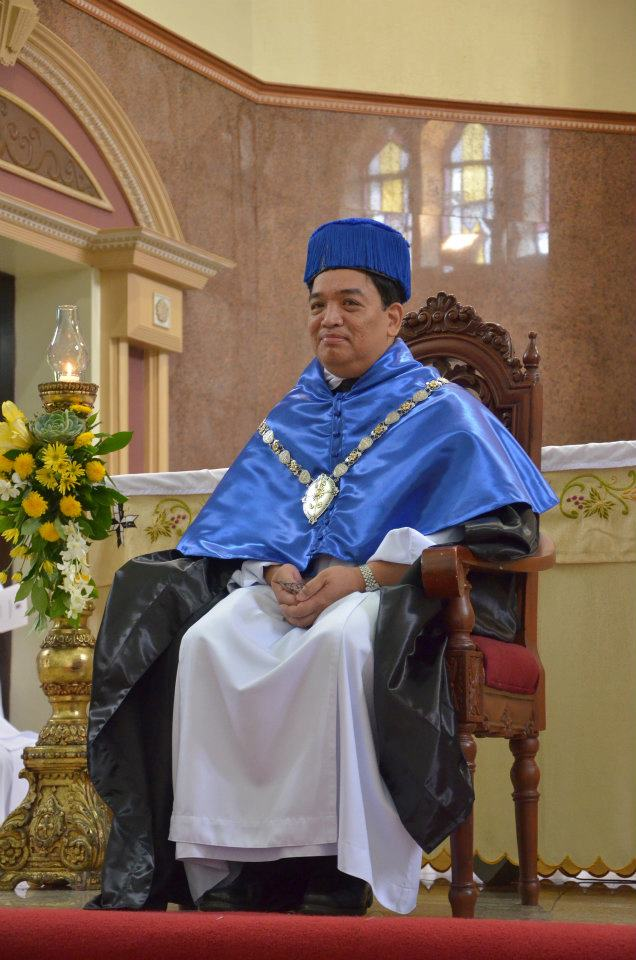
フィリピンの聖トマス大学はスペイン様式であり、ビレッタ帽とモゼッタを着用する。

### ポーランド
ポーランドでは、重要な学術セレモニー時にアカデミックドレスを着用する。

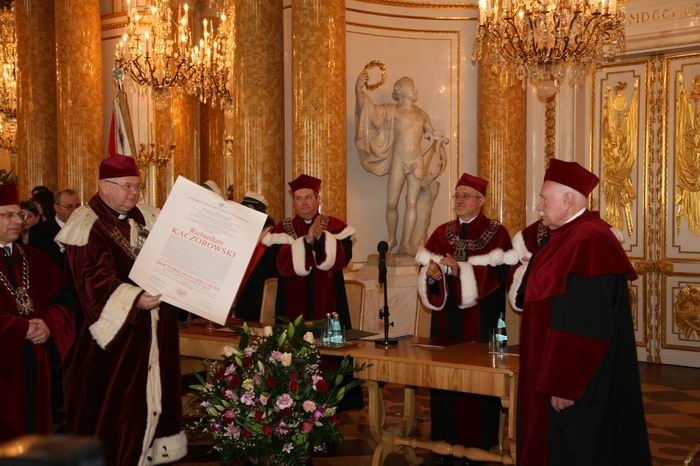

### スペイン

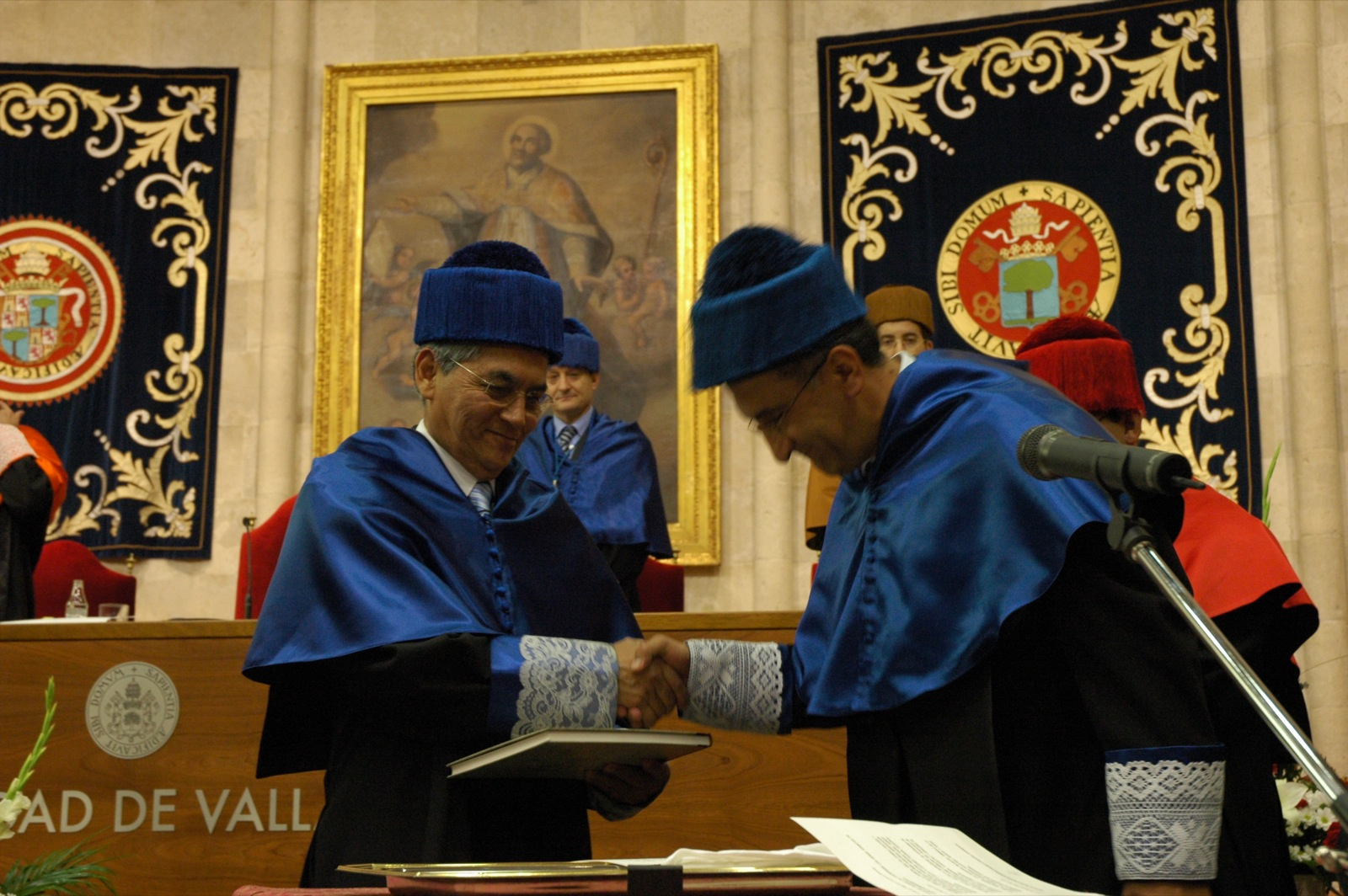
1
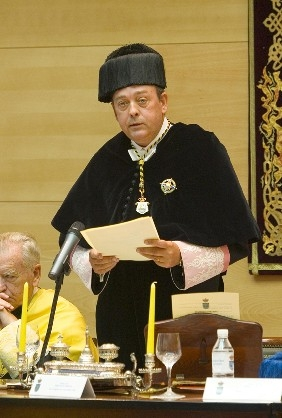
2

- 1. バリャドリッド大学における科学系の名誉博士（cf. es）の授与式の光景。博士らは地位に対応した大学式服を身に纏っている。コアフ付きガウンを纏い、ビレッタ帽を被っている。帽子とコアフとガウンの袖は合成ウルトラマリン系の群青色が基調色、帽子の天（トップクラウン）とガウン本体の色は黒に近い濃紺、そして、ガウンの袖は白い刺繍レースで飾られている。ご当地バリャドリッド地方の名産品ということで、レースの種類はグロ・ポワン・ド・ヴニーズと推定する。背後には分野違いの博士らもいて、色違い（オレンジ色）の大学式服を着ている。
- 2. カディス大学学長の立場でそれに対応した大学式服（※学長用があるとは限らない）を着る、スペイン人化学者ディエゴ・セールス・マルケス（スペイン語版）。コアフもガウンもビレッタ帽も基調色は黒で、ガウンの袖だけが白い。

### 日本

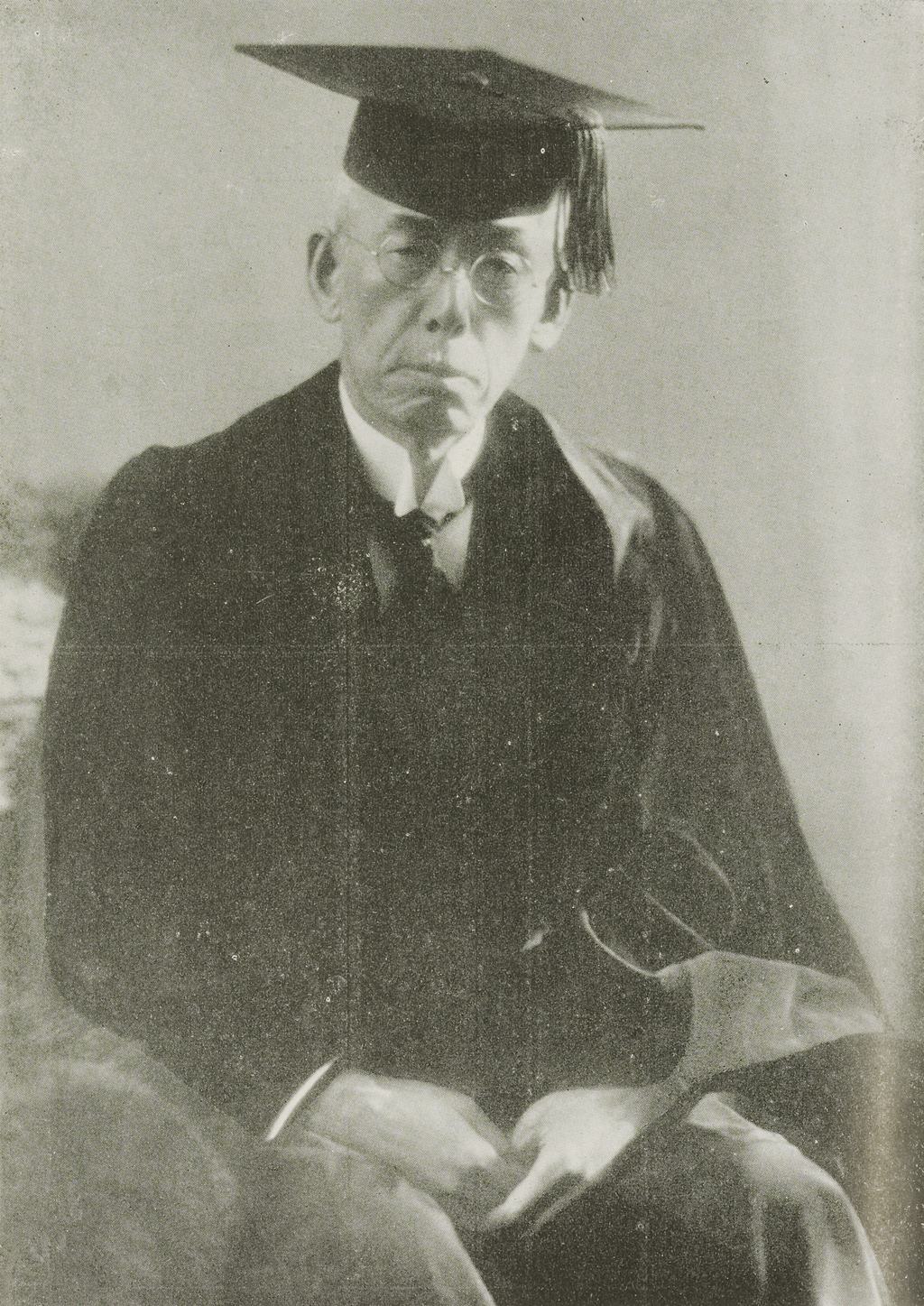
式服姿の高田早苗

日本でアカデミックドレスを早くに導入したのは早稲田大学である。1913年（大正2年）10月の創立30周年に際して、高田早苗学長と学長秘書・橘静二の発案により、「ガウン・エンド・キャップ」を「式服・式帽」として制定した。記念式典においては、深紅の総長用ガウンと式帽を身に付けた創立者・大隈重信総長が、同時に制定した校旗を持った旗手を従えて先頭に立ち、式服を着用した教職員一同が入場した。それ以来、同大学の入学式・卒業式・記念式典などにおいては、総長・理事・来賓、大学院の博士被授与者等が着用することになっている。
国立大学では、大阪大学が1992年（平成4年）6月19日から用い始め、東京大学では2004年（平成16年）3月の卒業式を機に用い始めた。その後、東京工業大学・千葉大学などの国立大学や昭和女子大学・聖学院大学・立命館アジア太平洋大学といった私立大学などでも用い始めた。ガウンの下に着用する衣服は男女ともにスーツが多いが、女子学生が女袴の上に着用するケースもある。
しかし、日本の多くの大学では、男子学生はスーツ（体育会サークルでは制服を制定している部がある。応援団所属学生は学生服）、女子学生は女袴または着物、あるいはレディーススーツを着用するのが主流となっており、教職員もスーツ姿（場合によってはモーニングコート）の場合がほとんどである。また、奔放な校風を是とする京都大学がそうであるように、卒業式で創意工夫を凝らした様々なコスチュームを着用する学生が目立つ大学もなかにはある。慶應義塾大学では、大学の権威の象徴であるガウンの着用を慣習としていないことを、大学の気風として塾長が称揚している。
ガウンを着用するのは教職員でも学長だけの場合や壇上列席者のみであったり、学生でも総代の学生のみであったり、希望者のみガウン着用といったように、導入されている大学でも全ての教職員・学生が着用しない場合がある。
ガウンのデザインは、アメリカ合衆国と同様、前をジッパーやボタンなどで締めるものが主流であるが、大阪大学・東京大学・東京工業大学のようにイギリス式で前を一切締めないものもある。東京大学などはガウンを博士・修士・学士用、法科大学院用と分けているが、学位にかかわらずオリジナルのガウンを設定している大学もある。
一部の大学生協ではアカデミックドレスのレンタルや販売を行っている。
まれに卒業式以外にも入学式や学位記授与式などの式典でアカデミックドレスを着用する機会がある。